# Słonecznica (ptak)
Słonecznica (Eurypyga helias) – gatunek dużego ptaka, będącego jedynym przedstawicielem rodziny słonecznic (płaskorzytek) (Eurypygidae) w rzędzie słonecznicowych (Eurypygiformes). Zamieszkuje strefę międzyzwrotnikową Ameryki kontynentalnej – od skrajnie południowego Meksyku po Brazylię.

## Systematyka
Słonecznice były zwykle umieszczane w rzędzie żurawiowych. Niektóre aspekty ich morfologii sugerują spokrewnienie z czaplami i ich krewnymi (włączając bąki), ale to może być efektem konwergencji wynikającej z podobnego stylu życia i nie musi oznaczać faktycznego pokrewieństwa. Słonecznice są jednak bardzo podobne do kagu, o których ekologii również wiadomo niewiele.
Badania molekularne (Fain, Houde, 2004) wydają się potwierdzać, że kagu i słonecznice są ze sobą blisko spokrewnione. Przypuszczalnie oba te gatunki nie należą do żurawiowych. Możliwe, że są formami bocznego odgałęzienia (powstałego na Gondwanie) drzewa filogenetycznego, na którym przypuszczalnie znajdowały się także wymarłe ptaki z rodziny Aptornithidae i/lub madagaskarniki i to między innymi sprawia, że relacja z żurawiami właściwymi nie jest jasna.
PodgatunkiSłonecznica występuje w 3 podgatunkach:
- słonecznica gwatemalska (Eurypyga helias major) – od Gwatemali do zachodniego Ekwadoru, być może skrajnie południowy Meksyk.
- słonecznica inkaska (Eurypyga helias meridionalis) – endemit południowo-środkowego Peru (regiony Junín i Cuzco).
- słonecznica, słonecznica zwyczajna (Eurypyga helias helias) – podgatunek nominatywny – Kolumbia, Wenezuela, Gujana, Surinam, Gujana Francuska, na południe przez Amazonię do wschodniej Boliwii i środkowej Brazylii.

## Morfologia

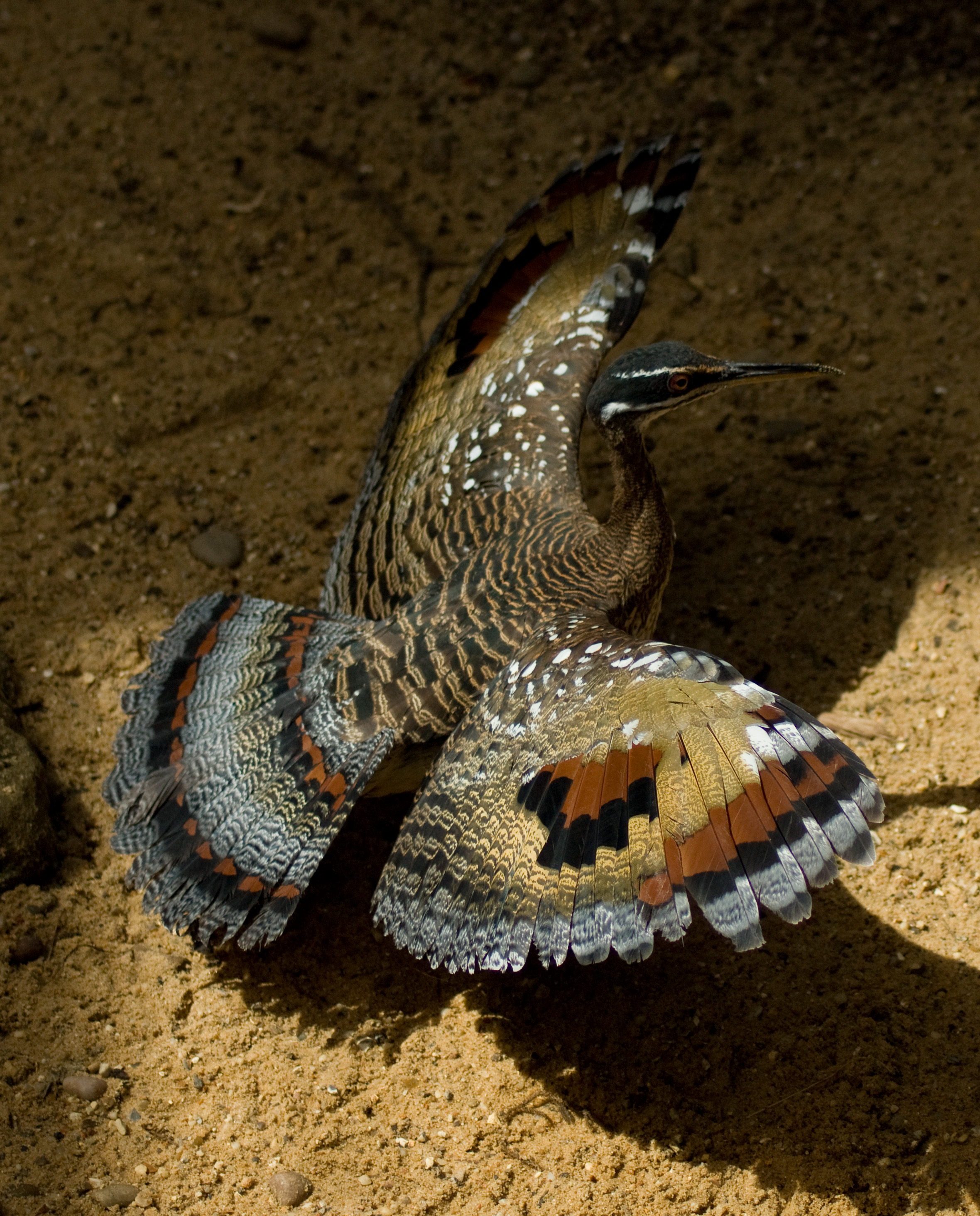
Wzory na skrzydłach słonecznicy służą do odstraszania wrogów lub rywali

Długość ciała wynosi 43–48 cm; E. h. major: długość skrzydła samic 218–229 mm, samców 216–230 mm, długość ogona samic 147–155 mm, samców 148–156 mm, długość wierzchołka dzioba samic 61,1–67,3 mm, samców 61,1–65,1 mm, długość skoku samic 54,6–59,3 mm, samców 54,1–58,0; E. h. helias: długość skrzydła samic 208–227 mm, samców 204–231 mm, długość ogona samic 154–167 mm, samców 153–165 mm, długość wierzchołka dzioba samic 57–65 mm, samców 59–65 mm; E. h. meridionalis: długość skrzydła samic 220–229 mm, samców 226–237 mm, długość ogona samic 150–157 mm, samców 156–163 mm, długość wierzchołka dzioba samic 61–69 mm, samców 61–72 mm; masa ciała samic 188–211 g, samców 199–295 g.
Słonecznica wyglądem przypomina bąki (stąd jej angielska nazwa – sunbittern, co dosłownie znaczy „słoneczny bąk”). Upierzenie pstrokate choć w stonowanych barwach, liniowo ułożone, od jasnoszarego przez brązowe, po czarne. Na rozłożonych skrzydłach wyraźnie widoczne czerwono-czarne pawie oczka na beżowym tle. Upierzenie obydwu płci jest jednakowe. Smukła szyja i głowa, dziób dość długi i wąski. Nogi dłuższe, o lekko czerwonej barwie.

## Ekologia i zachowanie
Środowiskiem życia słonecznic są lasy tropikalne. Spotykane są blisko zalesionych potoków i strumieni od 900 do 1800 m n.p.m., gdzie żerują w płytkiej wodzie lub wzdłuż brzegów.
By odstraszyć drapieżniki oraz podczas zalotów, by zademonstrować dominację, słonecznice przyjmują bojową postawę i rozkładając skrzydła odsłaniają wyraźny rysunek przypominający wielkie oczy. Pożywienie stanowią małe ryby i inne drobne kręgowce, skorupiaki oraz owady.
Gniazda sklepione kopułą budowane są na drzewach z patyków i gliny. Samice składają do nich dwa, rzadziej trzy niemal kuliste jaja barwy szarej lub lekko brązowej, czasem nakrapiane. Wysiadywaniem zajmują się obydwoje rodzice i trwa ono około miesiąca. Młode w gnieździe uzyskują dorosłe upierzenie. Opuszczają gniazdo po 3–4 tygodniach.

## Status
IUCN uznaje słonecznicę za gatunek najmniejszej troski (LC, Least Concern) nieprzerwanie od 1988 roku. W 2019 roku organizacja Partners in Flight szacowała, że liczebność światowej populacji mieści się w przedziale 0,5–5 milionów osobników, a jej trend uznała za spadkowy.